# Дарко Ранковић
Дарко Ранковић био је српски академски сликар, графичар и факултетски професор.

## Биографија
Ранковић је рођен у Београду, 1942. године. Школовао се у родном граду и ту је и дипломирао на Одсеку академије уметности у Београду 1965. године у класи Рајка Николића.
Од 1968. до 2006. године излагао је своје радове у Југославији и иностранству. Своје прве изложбе реализовао је са групом „Црвена лисица”. У Београду често је излагао у Галеријама, и НУ Браћа Стаменковић који се  данас зове ЦК Влада. Његова последња самостална изложба била је 2006. године у Кући Ђуре Јакшића у Београду. У иностранству, његове начешћа излагања су била у Берлину, Сиону и Паризу, још као млад сликар. Иконописао је мозаике и све иконе за иконостас цркве Светог Стефана у месту Брезовица код Штрпца.
До 2006. године био је професор на Факултету примењених уметности, Универзитету уметности, одсек сликарство, у Београду.

## Изложбе
Значајније самосталне изложбе у Србији: Београд - 1969, 1971, 1973, 1975, 1981, 1982, 1990, 1993, 1998, 2000, 2006. године; и Смедерево - 1980. године.
Значајније самосталне изложбе у иностранству: Италија, Милано - 1969, 1974г; Швајцарска, Сион - 1971, 1975, 1985 године; Белгија,Боисхот -1977године; Француска, Париз - 1975. године; Немачка, Берлин - 1983, 1985, 1987, 1990. године.
Значајнији изведени радови: Зидна слика, триптих у Вараждинском Дому армије ''Звезда - дрво живота - голуб'' - 1967г; Композиција ''Београд'' у пословном простору робне куће ''Звездара'', Београд - 1979г; Таписерије ''Филип Вишњић'' и ''Вук Kараџић'' укупно 8 квадратних метара - 1987. године; Плакат и беџ за ''Први еколошки ликовни салон'', Београд - 1989. године; Заштитни знак за манифестацију ''Салон поклада'', Београд - 1995. године; Слика, портрет Петра Kочића за десно крило спомен - диптиха у цркви брвнари у Романовцима - 1998. године; Иконостас и мозаици (22 иконе и 2 мозаика) за Храм Св. Првомученика Архиђакона Стефана на Брезовици - 1998-2003.године.
Значајније групне изложбе и заједничка изведена дела: Више од 50 групних изложби у земљи и иностранству. Важније изложбе: Октобарски салон, Београд - 1973, 1978, 1981г; Златно перо, Београд - 1973, 1978, 1981, 1985. године; ''Бескрај надреализма'', Београд НУБС - 1981г; Изложба поводом два века Вука, Београд - 1987. године; ''Две деценије аутопортрета у српском сликарству'', Београд - 1980г; Мајска изложба, Београд - 1988г; ''Тарот", Kултурни центар - библиотека, Београд - 1990.г; ''Уметност еротике", галерија Пинки, Земун - 1991.г; ''Надреализам данас'', галерија НУБС, Београд - 1991.г; ''Тарот'', Музеј примењене уметности - 1991.г; ''Сликари посветили своја дела Тесли", Музеј савремене уметности, Београд - 1994г; Салон поклада, изложба ''Маске и лица'' галерија ''МС'', Београд - 1995.г; ''Видим Вука'', Арт атеље у задужбини Вука Kараџића, Београд - 1996г; Изложба професора ФПУ - 1998.г; Међународна изложба цртежа, Нови Зеланд - 1978г; Бијенале графике, Фрехен - Немачка - 1974.г; Међународна изложба графике, Ферол - Шпанија - 1985 и 1986г; Међународна изложба ''Грим у Бајкама", Берлин - 1985.г; Дела Вука, изложба у библиотеци пруског културног наслеђа, Берлин - 1987г; ''Мостови исток - запад'', Берлин - 1989.г; ''Тесла - уметност - светлост - енергија'' Kултурни центар Југославије у Паризу -1997.г; Учешће у ликовној опреми обновљеног хотела ''Kасина'', Београд - 1982.г; Учешће у ликовној опреми ''Путник'' - ових хотела на Kопаонику - 1985.г.